# Eve Leary Sports Ground
O Eve Leary Sports Ground (também conhecido apenas como Eve Leary) é um estádio multi-uso em Georgetown, capital da Guiana.
Localizado no bairro de Kingston, é utilizado para diversas modalidades, principalmente atletismo, críquete e futebol, possuindo capacidade para 1.000 pessoas.
É de propriedade da Academia de Polícia da Guiana.

## Ligações Externas
- Eve Leary Sports Ground - Página no Facebook